# Regierung Martens II

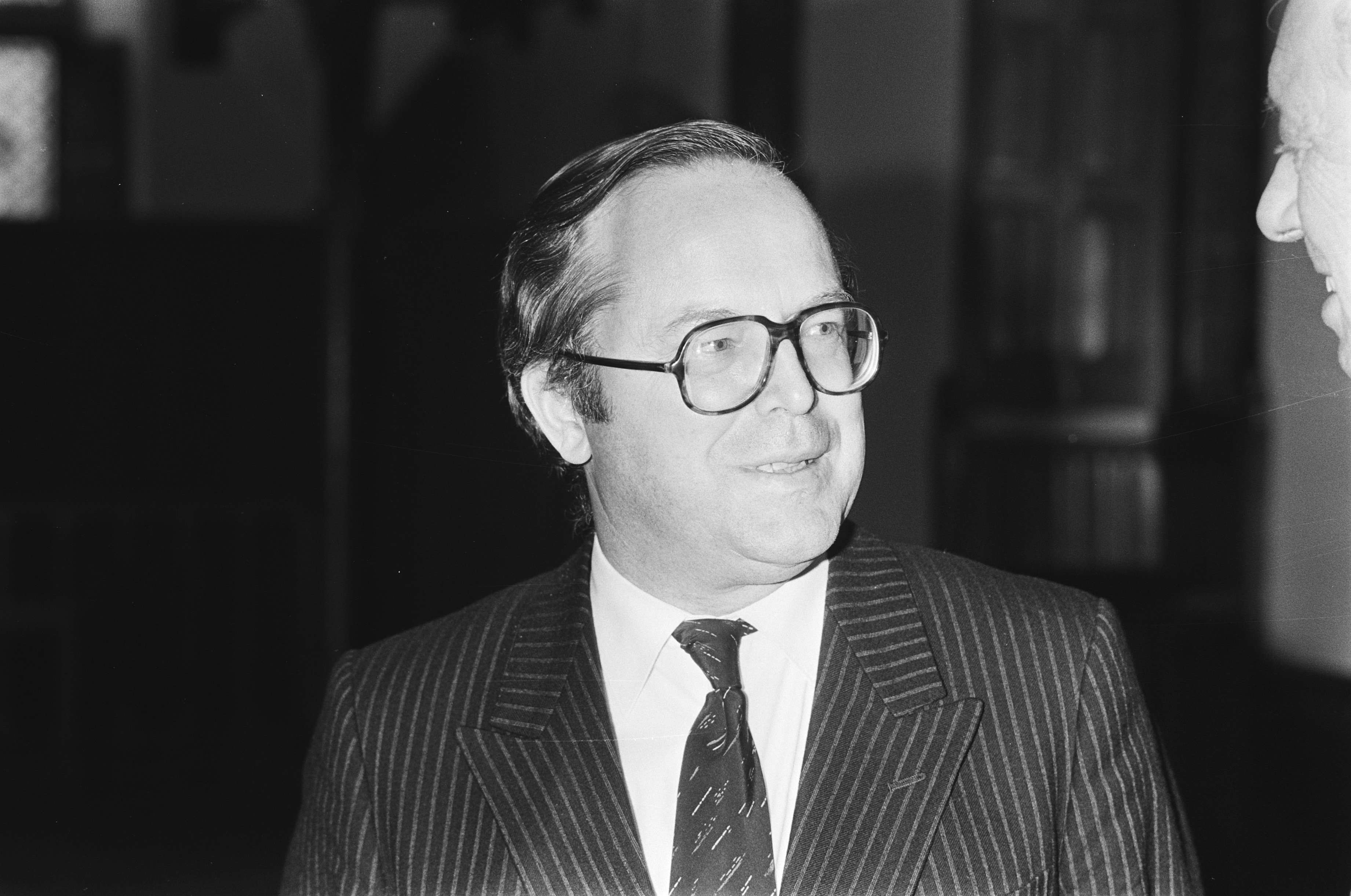
Wilfried Martens war von 1979 bis 1981 sowie erneut von 1981 bis 1992 Premierminister von Belgien

Die Regierung Martens II wurde in Belgien am 23. Januar 1980 von Premierminister Wilfried Martens gebildet und löste die Regierung Martens I ab. Sie blieb bis zum 9. April 1980 im Amt und wurde dann von der Regierung Martens III abgelöst. Der Regierung gehörten Minister der Christlichen Volkspartei (CVP/PSC) und der Sozialistischen Partei (BSP/PSB) an.

## Minister
| Amt                                                 | Amtsinhaber           | Partei | Beginn der Amtszeit | Ende der Amtszeit |
| --------------------------------------------------- | --------------------- | ------ | ------------------- | ----------------- |
| Premierminister                                     | Wilfried Martens      | CVP    | 23. Januar 1980     | 9. April 1980     |
| Vize-Premierminister Verteidigungsminister          | José Desmarets        | PSC    | 23. Januar 1980     | 9. April 1980     |
| Vize-Premierminister Wirtschaftsminister            | Willy Claes           | BSP    | 23. Januar 1980     | 9. April 1980     |
| Vize-Premierminister Haushaltsminister              | Guy Spitaels          | PSB    | 23. Januar 1980     | 9. April 1980     |
| Justizminister                                      | Renaat Van Elslande   | CVP    | 23. Januar 1980     | 9. April 1980     |
| Außenminister                                       | Henri Simonet         | PSB    | 23. Januar 1980     | 9. April 1980     |
| Minister für soziale Fürsorge und Pensionen         | Alfred Califice       | PSC    | 23. Januar 1980     | 9. April 1980     |
| Minister für den öffentlichen Dienst                | Willy Calewaert       | BSP    | 23. Januar 1980     | 9. April 1980     |
| Minister für institutionelle Reformen               | Willy Calewaert       | BSP    | 23. Januar 1980     | 9. April 1980     |
| Minister für Landwirtschaft und Mittelstand         | Albert Lavens         | CVP    | 23. Januar 1980     | 9. April 1980     |
| Verkehrsminister                                    | Jos Chabert           | CVP    | 23. Januar 1980     | 9. April 1980     |
| Minister für Volksgesundheit und Umwelt             | Luc Dhoore            | CVP    | 23. Januar 1980     | 9. April 1980     |
| Finanzminister                                      | Gaston Geens          | CVP    | 23. Januar 1980     | 9. April 1980     |
| Außenhandelsminister                                | Robert Urbain         | PSB    | 23. Januar 1980     | 9. April 1980     |
| Minister für öffentliche Arbeiten                   | Guy Mathot            | PSB    | 23. Januar 1980     | 9. April 1980     |
| Minister für Post, Telegrafie und Telefonie         | André Baudson         | PSB    | 23. Januar 1980     | 9. April 1980     |
| Minister für Entwicklungszusammenarbeit             | Marc Eyskens          | CVP    | 23. Januar 1980     | 9. April 1980     |
| Minister für Beschäftigung und Arbeit               | Roger De Wulf         | BSP    | 23. Januar 1980     | 9. April 1980     |
| Innenminister Minister für institutionelle Reformen | Georges Gramme        | PSC    | 23. Januar 1980     | 9. April 1980     |
| Wissenschaftsminister                               | Georges Gramme        | PSC    | 23. Januar 1980     | 9. April 1980     |
| Ministerin für die flämische Gemeinschaft           | Rika De Backer        | CVP    | 23. Januar 1980     | 9. April 1980     |
| Minister für die französische Gemeinschaft          | Michel Hansenne       | PSC    | 23. Januar 1980     | 9. April 1980     |
| Minister für niederländischen Unterricht            | Jef Ramaekers         | BSP    | 23. Januar 1980     | 9. April 1980     |
| Minister für französischsprachigen Unterricht       | Jacques Hoyaux        | PSB    | 23. Januar 1980     | 9. April 1980     |
| Minister für die Region Flandern                    | Marc Galle            | BSP    | 23. Januar 1980     | 9. April 1980     |
| Minister für die Region Wallonien                   | Jean-Maurice Dehousse | PSB    | 23. Januar 1980     | 9. April 1980     |
| Ministerin für die Region Brüssel                   | Cécile Goor-Eyben     | PSC    | 23. Januar 1980     | 9. April 1980     |